# Carrilobo
Carrilobo é um município da província de Córdova, na Argentina.